# Puerulus
Puerulus is een geslacht van kreeftachtigen uit de familie van de Palinuridae.

## Soorten
- Puerulus angulatus (Bate, 1888)
- Puerulus carinatus Borradaile, 1910
- Puerulus gibbosus Chan, Ma & Chu, 2013
- Puerulus mesodontus Chan, Ma & Chu, 2013
- Puerulus qundridentis Chan, Ma & Chu, 2013
- Puerulus richeri Chan, Ma & Chu, 2013
- Puerulus sericus Chan, Ma & Chu, 2013
- Puerulus sewelli Ramadan, 1938
- Puerulus velutinus Holthuis, 1963